# 아카사카정 (기후현)
아카사카정(일본어: 赤坂町)은 일본 기후현 후와군에 설치되었던 정이다. 현재의 오가키시 북부에 해당한다.

## 참고 문헌
- 角川日本地名大辞典編纂委員会,『角川日本地名大辞典 21 岐阜県』1980, 角川書店